# Zacisze (Podpolichno)
Zacisze – przysiółek wsi Podpolichno w Polsce, położony w  województwie świętokrzyskim, w powiecie kieleckim, w gminie Chęciny.
W latach 1975–1998 przysiółek administracyjnie należał do województwa kieleckiego.